# Bis(trimetilsilil)amidas metálicas

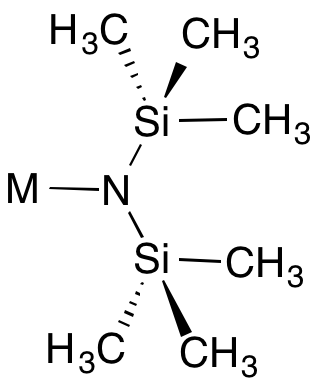
El ligando bis(trimetilsilil)amida unido a un centro metálico M.

Las bis(trimetilsilil)amidas metálicas (a menudo abreviadas como sililamidas metálicas) son complejos de coordinación compuestos por un metal (M) catiónico que se une al ligando bis(trimetilsilil)amida aniónico (−
N(Si(CH
3)
3)
2), o con el grupo monovalente −N(Si(CH
3)
3)
2 y forman parte de una categoría más amplia de amidas metálicas.
Debido a que el grupo trimetilsilil es voluminoso, los complejos de bis(trimetilsilil)amida de metal tienen energías reticulares bajas y son lipofílicos. Por esta razón, son solubles en una variedad de disolventes orgánicos no polares, a diferencia de los haluros metálicos simples, que sólo se disuelven en disolventes reactivos. Estos complejos voluminosos estéricos son moleculares y consisten en mono-, di- y tetrámeros. Al tener una base incorporada, estos compuestos reaccionan convenientemente incluso con reactivos débilmente próticos. La clase de ligandos y los estudios pioneros sobre sus compuestos de coordinación fueron descritos por Bürger y Wannagat.
Los ligandos a menudo se denotan como hmds (por ejemplo, M(N(SiMe3)2)3 = M(hmds)3) en referencia al hexametildisilazano a partir del cual se preparan.

## Métodos generales de preparación
Aparte de los complejos de los grupos 1 y 2, un método general para preparar bis(trimetilsilil)amidas de metal implica reacciones de cloruro de metal anhidro con una bis(trimetilsilil)amida de metal alcalino a través de una reacción de metátesis de sal:
MCl n + n Na(hmds) → M(hmds) n + n NaCl
El cloruro de metal alcalino formado como subproducto generalmente precipita como un sólido, lo que permite su eliminación por filtración. La bis(trimetilsilil)amida del metal restante suele purificarse luego mediante destilación o sublimación.

Representación espacial del Fe[N(SiMe_{3})_{2}] _{2}. Esquema de colores: H es blanco, Fe es gris, N es azul (apenas visible), Si es azul verdoso.

## Complejos del grupo 1
Las bis(trimetilsilil)amidas de litio, sodio y potasio están disponibles comercialmente. Cuando están libres de disolvente, los complejos de litio y sodioson triméricos, y el complejo de potasio es dimérico en estado sólido. El reactivo de litio se puede preparar a partir de n-butillitio y bis(trimetilsilil)amina:
n BuLi + HN(SiMe3)2 → Li(hmds) + butano
También se ha descrito la reacción directa de estos metales fundidos con bis(trimetilsilil)amina a alta temperatura:
M + HN(SiMe3)2 → MN(SiMe3)2 + 1/2 H2
Las sililamidas de metales alcalinos son solubles en una variedad de solventes orgánicos, donde existen como agregados, y se utilizan comúnmente en química orgánica como bases fuertes impedidas estéricamente. También se utilizan ampliamente como precursores para la síntesis de otros complejos de bis(trimetilsilil)amida (ver más abajo).

## Complejos del grupo 2
Los complejos de calcio y bario se pueden preparar mediante el método general, tratando el yoduro de calcio o el cloruro de bario con bis(trimetilsilil)amida de potasio o sodio.Sin embargo, este método puede provocar contaminación por potasio. Una síntesis mejorada que implica la reacción de bencilpotasio (BnK) con yoduro de calcio, seguida de una reacción con bis(trimetilsilil)amina, da como resultado un material libre de potasio:
2 BnK + CaI2 + THF → Bn2Ca(THF) + KI
Bn2Ca(THF) + 2HN(SiMe3)2 → Ca(hmds)2 + 2C6H5CH3 +THF
Las sililamidas de magnesio se pueden preparar a partir de dibutilmagnesio, que está disponible comercialmente como una mezcla de isómeros n-Bu y s-Bu. Desprotona la amina libre para producir bis(trimetilsilil)amida de magnesio, disponible comercialmente.
Bu2Mg + 2HN(SiMe3)2 → Mg(hmds)2 + 2 BuH
A diferencia de los metales del grupo 1, la amina NH en bis(trimetilsilil)amina no es lo suficientemente ácida como para reaccionar con los metales del grupo 2, sin embargo, se pueden preparar complejos mediante una reacción de bis(trimetilsilil)amida de estaño (II) con el metal apropiado:
M + 2 HN(SiMe3)2 ↛ M(hmds)2 + H2 (M = Mg, Ca, Sr, Ba)
M + Sn(hmds)2 → M(hmds)2 + Sn
Para esta síntesis se requieren tiempos de reacción largos y cuando se realiza en presencia de disolventes coordinantes, como el dimetoxietano, se forman aductos. Por lo tanto, se deben utilizar disolventes no coordinantes como el benceno o el tolueno para obtener los complejos libres.

## Complejos del bloque p
La bis(trimetilsilil)amida de estaño (II) se prepara a partir de cloruro de estaño (II) anhidro y está disponible comercialmente. Se utiliza para preparar otras bis(trimetilsililamidas) metálicas mediante transmetalación. Las bis(trimetilsilil)amidas del grupo 13 y del bismuto(III) se preparan de la misma manera; el complejo de aluminio también se puede preparar tratando hidruro de litio y aluminio fuertemente básico con la amina original:
LiAlH4 + 4 HN(SiMe3)2 → Li(hmds) + Al(hmds)3 + 4 H2
Una síntesis alternativa de tetranitruro de tetraazufre implica el uso de una bis(trimetilsilil)amida de metal [(Me3Si)2N]2S como precursor con enlaces S – N preformados. La [(Me3Si)2N]2S se prepara mediante la reacción de bis(trimetilsilil)amida de litio y dicloruro de azufre (SCl2).
2 [(CH3)3Si]2NLi + SCl2 → [((CH3)3Si)2N]2S + 2 LiCl
La bis(trimetilsilil)amida de metal [((CH
3)
3Si)
2N]
2S reacciona con la combinación de SCl2 y cloruro de sulfurilo (SO2Cl2) para formar S4N4, cloruro de trimetilsililo y dióxido de azufre:
2[((CH3)3Si)2N]2S + 2SCl2 + 2SO2Cl2 → S4N4 + 8 (CH3)3SiCl + 2SO2
El tetranitruro de tetraselenio, Se4N4, es un compuesto análogo al tetranitruro de tetraazufre y se puede sintetizar mediante la reacción del tetracloruro de selenio con [((CH
3)
3Si)
2N]
2Se. El último compuesto es una bis(trimetilsilil)amida de metal y se puede sintetizar mediante la reacción de tetracloruro de selenio (SeCl4), monocloruro de selenio (Se
2Cl
2) y bis(trimetilsilil)amida de litio.

## Complejos del bloque d

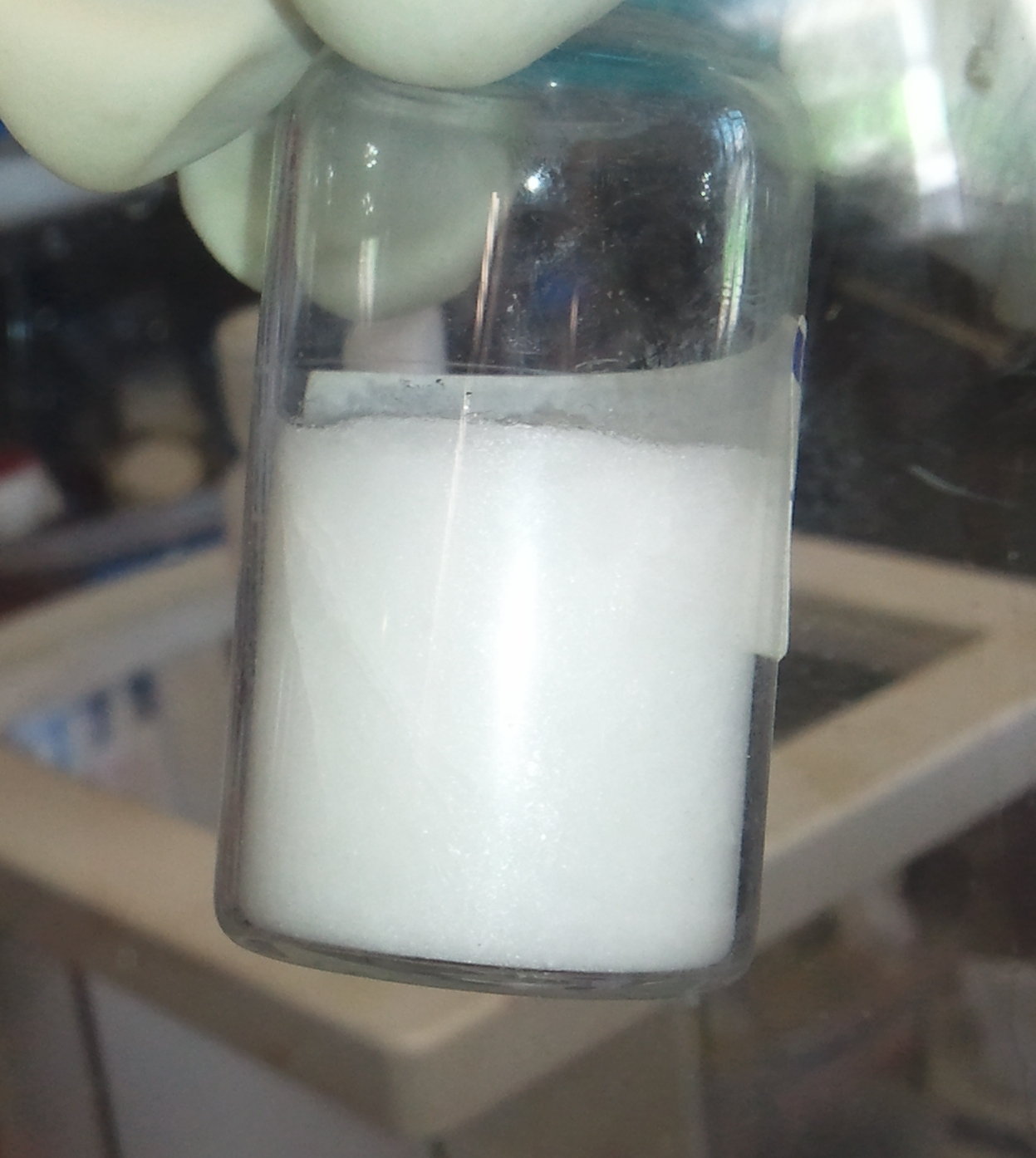
Bis(trimetilsilil)amida de zinc congelada. Este compuesto se funde a 12,5 °C.

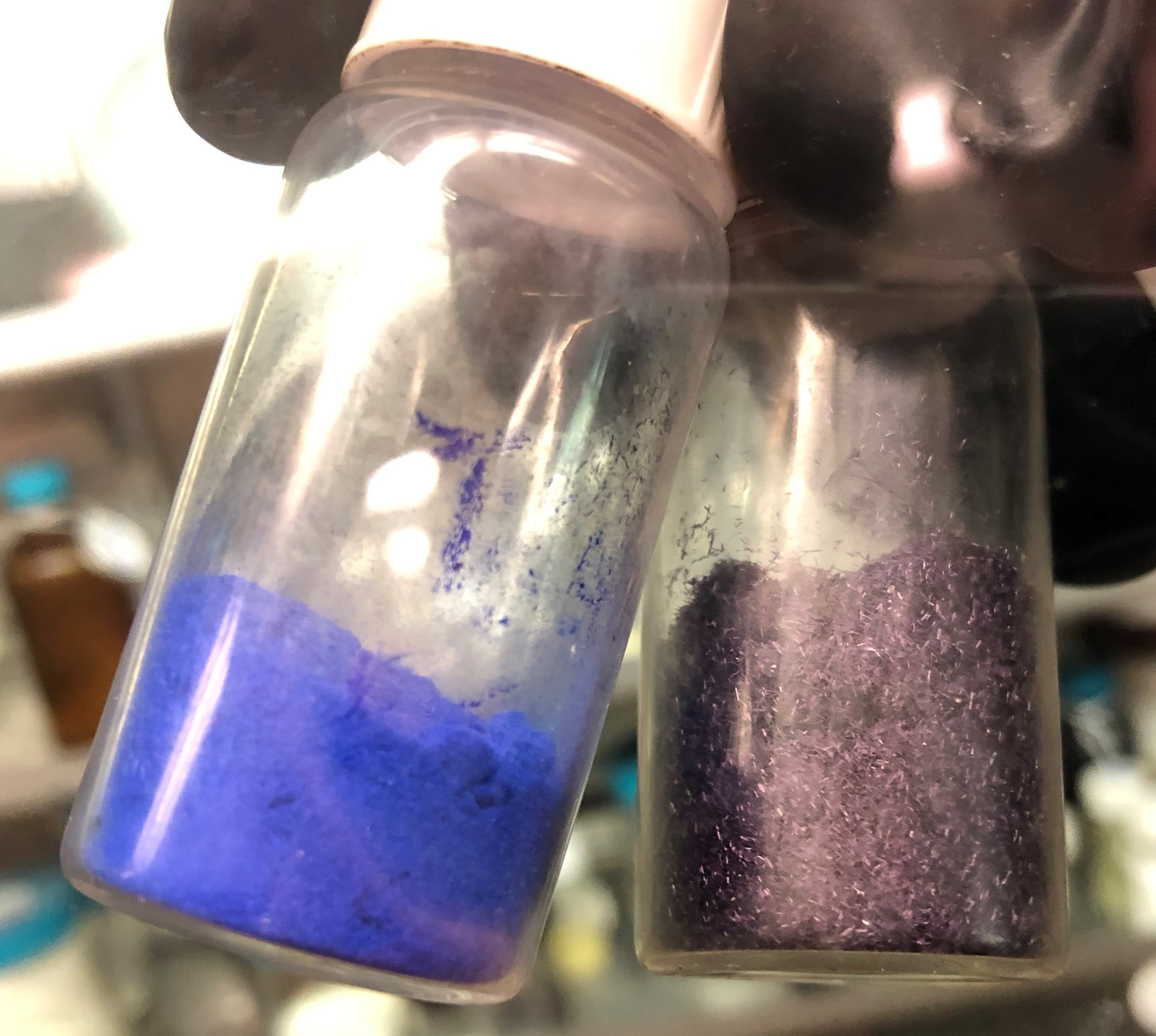
Tris{bis(trimetilsilil)amida} de titanio (izquierda) y vanadio (derecha).

De acuerdo con el método general, las bis(trimetilsilil)amidas de metales de transición se preparan mediante una reacción entre los haluros metálicos (normalmente cloruros) y una bis(trimetilsilil)amida de metal alcalino. Sin embargo, existen algunas variaciones; por ejemplo, las síntesis de Ti{N(SiMe3)2}3 y V{N(SiMe3)2}3 se preparan utilizando los precursores solubles TiCl3(NMe3)2 o VCl3(NMe 3)2, respectivamente. Los puntos de fusión y ebullición de los complejos disminuyen a lo largo de la serie, y los metales del grupo 12 son suficientemente volátiles para permitir la purificación por destilación.
Los complejos de hierro se caracterizan por haber sido aislados tanto en el estado de oxidación ferroso (II) como férrico (III). El Fe[N(SiMe3)2]3 se puede preparar tratando tricloruro de hierro con bis(trimetilsilil)amida de litio y es paramagnético ya que el hierro (III) de alto espín contiene 5 electrones desapareados.
FeCl3 +3LiN(SiMe3)2 → Fe[N(SiMe3)2 ]3 +3LiCl
De manera similar, el complejo de dos coordenadas Fe[N(SiMe 3 ) 2 ] 2 se prepara tratando el dicloruro de hierro con bis(trimetilsilil)amida de litio:
FeCl2 +2LiN(SiMe3)2 → Fe[N(SiMe3)2 ]2 +2LiCl

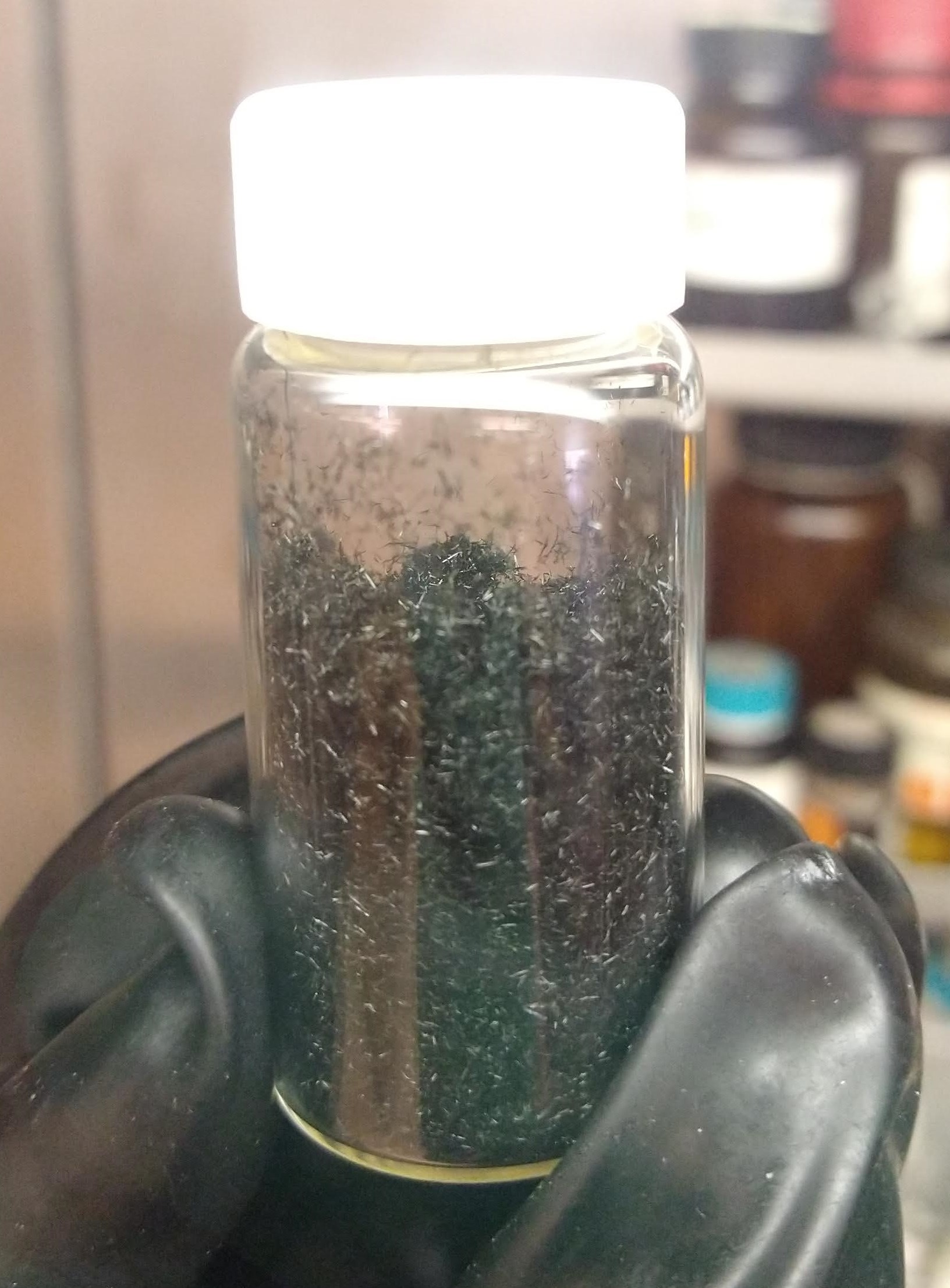
Tris{bis(trimetilsilil)amida de hierro}

El complejo verde oscuro Fe[N(SiMe3)2]2 existe en dos formas dependiendo de su estado físico. En fase gaseosa, el compuesto es un monomérico con Fe bicoordinado que posee simetría S4. En estado sólido forma un dímero con centros de hierro trigonales planares y grupos amido puente.  El bajo número de coordinación del complejo de hierro se debe en gran medida a los efectos estéricos de la voluminosa bis(trimetilsilil)amida, sin embargo, el complejo se unirá a THF para dar el aducto, {(THF)Fe[N(SiMe3)2]2}. Se puede observar un comportamiento similar en Mn(hmds)2 y Co(hmds)2, que son monoméricos en la fase gaseosa y diméricos en la fase cristalina.  Los complejos del grupo 11 son especialmente propensos a la oligomerización, formando tetrámeros en la fase sólida. Se han informado las propiedades de los ácidos de Lewis de los complejos del grupo 12 y los números E y C mejorados para los complejos Zn y Cd se enumeran en el modelo ECW .
| Compuesto              | Apariencia                | Punto de fusión (°C)  | Punto de ebullición (°C) | Spin                  | Comentario                                  |
| Complejos del grupo 3  | Complejos del grupo 3     | Complejos del grupo 3 | Complejos del grupo 3    | Complejos del grupo 3 | Complejos del grupo 3                       |
| ---------------------- | ------------------------- | --------------------- | ------------------------ | --------------------- | ------------------------------------------- |
| Sc(hmds)3              | Sólido incoloro           | 172-174               |                          | S = 0                 |                                             |
| Y(hmds)3               | Sólido blanco             | 180-184               | 105 °C/10 mmHg (subl.)   | S = 0                 | Comercialmente disponible                   |
| Complejos del grupo 4  |                           |                       |                          |                       |                                             |
| Ti(hmds)3              | Sólido azul brillante     |                       |                          | S = 1/2               | Preparado a partir de TiCl3(N(CH3)3)2       |
| Complejos del grupo 5  |                           |                       |                          |                       |                                             |
| V(hmds)3               | Sólido violeta oscuro     | 174-176               |                          | S = 1                 | Preparado a partir de VCl3(N(CH3)3)2        |
| Complejos del grupo 6  |                           |                       |                          |                       |                                             |
| Cr(hmds)3              | Sólido verde manzana      | 120                   | 110 / 0.5 mmHg (subl.)   | S = 3/2               |                                             |
| Complejos del grupo 7  |                           |                       |                          |                       |                                             |
| Mn(hmds)2              | Sólido beige              |                       | 100 / 0.2 mmHg           | S = 5/2               |                                             |
| Mn(hmds)3              | Sólido violeta            | 108-110               |                          | S = 2                 |                                             |
| Complejos del grupo 8  |                           |                       |                          |                       |                                             |
| Fe(hmds)2              | Sólido verde claro        |                       | 90-100 / 0.01 mmHg       |                       |                                             |
| Fe(hmds)3              | Sólido verde oscuro       |                       | 120 / 0.5 mmHg (subl.)   | S = 5/2               |                                             |
| Complejos del grupo 9  |                           |                       |                          |                       |                                             |
| Co(hmds)               | Sólido negro              |                       |                          |                       | Tetramérico en estado sólido                |
| Co(hmds)2              | Sólido verde              | 73                    | 101 / 0.6 mmHg           |                       |                                             |
| Co(hmds)3              | Sólido verde oliva oscuro | 86-88                 |                          | S = 2                 |                                             |
| Complejos del grupo 10 |                           |                       |                          |                       |                                             |
| Ni(hmds)               | Sólido negro              | >250                  |                          |                       | Tetramérico en estado sólido                |
| Ni(hmds)2              | Líquido rojo              |                       | 80 / 0.2 mmHg            |                       |                                             |
| Complejos del grupo 11 |                           |                       |                          |                       |                                             |
| Cu(hmds)               | Sólido incoloro           |                       | 180 / 0.2 mmHg (subl.)   | S = 0                 |                                             |
| Ag(hmds)               | Sólido incoloro           |                       |                          | S = 0                 | Insoluble en hidrocarburos y éter dietílico |
| Au(hmds)               | Sólido incoloro           |                       |                          | S = 0                 |                                             |
| Complejos del grupo 12 |                           |                       |                          |                       |                                             |
| Zn(hmds)2              | Líquido incoloro          | 12.5                  | 82 / 0.5 mmHg            | S = 0                 | Comercialmente disponible                   |
| Cd(hmds)2              | Líquido incoloro          | 8                     | 93 / 0.5 mmHg            | S = 0                 |                                             |
| Hg(hmds)2              | Líquido incoloro          | 11                    | 78 / 0.15 mmHg           | S = 0                 |                                             |

## Complejos del bloque f
Los triflatos de lantánidos pueden ser precursores anhidros convenientes de muchas bis(trimetilsilil)amidas:
Ln(OTf)3 + 3 M(hmds) → Ln(hmds)3 + 3 MOTf (M = Li, Na, K; Ln = La, Nd, Sm, Er)
Sin embargo, es más común ver la preparación de bis(trimetilsilil)amidas de lantánidos a partir de cloruros de lantánidos anhidros, ya que son más baratos. La reacción se realiza en THF y requiere un período de reflujo. Una vez formado, el producto se separa del LiCl intercambiando el disolvente por tolueno, en el que Ln(hmds)3 es soluble pero el LiCl no.
Ln(Cl)3 + 3 HMDS + 3 nBuLi → Ln(hmds)3 + 3 LiCl + 3 BuH (Ln = La, Ce, Pr, Nd, Sm, Eu, Gd, Ho, Yb y Lu)
Las sililamidas son importantes como materiales de partida en la química de los lantánidos, ya que los cloruros de lantánidos tienen poca solubilidad o poca estabilidad en solventes comunes. Como resultado de esto, casi todas las sililamidas de lantánidos están disponibles comercialmente.
| Compuesto  | Apariencia                  | punto de fusión (°C) | Comentario |
| ---------- | --------------------------- | -------------------- | ---------- |
| La(hmds) 3 | Blanco                      | 145-149              |            |
| Ce(hmds) 3 | De color marrón amarillento | 132-140              |            |
| Pr(hmds) 3 | Verde pálido                | 155-158              |            |
| Nd(hmds) 3 | Azul pálido                 | 161-164              |            |
| Sm(hmds) 3 | Amarillo pálido             | 155-158              |            |
| Eu(hmds) 3 | Naranja                     | 159-162              |            |
| Gd(hmds) 3 | Blanco                      | 160-163              |            |
| Dy(hmds) 3 | Verde pálido                | 157–160              |            |
| Ho(hmds) 3 | Crema                       | 161-164              |            |
| Yb(hmds) 3 | Amarillo                    | 162-165              |            |
| Lu(hmds) 3 | Blanco                      | 167-170              |            |

También se ha logrado cierto éxito en la síntesis y caracterización de bis(trimetilsilil)amidas de actínidos. Una ruta sintética conveniente utiliza los aductos de THF de las sales de yoduro AnI3(THF)4 como materiales de partida.
| Compuesto  | Apariencia          | punto de fusión (°C) | Comentario                                         |
| ---------- | ------------------- | -------------------- | -------------------------------------------------- |
| U(hmds) 3  | Rojo-púrpura        | 137–140              | Sublima al 80-100 °C ( aproximadamente 10 −3 torr) |
| Np(hmds) 3 | Azul-negro          |                      | Sublima a 60 °C ( aproximadamente 10 −4 torr)      |
| Pu(hmds) 3 | Amarillo anaranjado |                      | Sublima a 60 °C ( aproximadamente 10 −4 torr)      |

## Seguridad
Las bis(trimetilsilil)amidas metálicas son bases fuertes. Son corrosivos y son incompatibles con muchos disolventes clorados. Estos compuestos reaccionan vigorosamente con el agua y deben manipularse con una técnica sin aire.